# Saint Seiya - Saint Shinwa ~ Soldier Dream ~
Saint Seiya - Saint Shinwa ~ Soldier Dream ~ é um single de Hironobu Kageyama lançado em disco de vinil pela Nippon Columbia em 1 de maio de 1988. Foi composta para ser a segunda música de abertura de Os Cavaleiros do Zodíaco, além de conter o segundo encerramento, "Blue Dream", também chamado de "Yume Tabibito". Foi relançado em 20 de março de 2024, curiosamente, também em vinil.

## Produção
Para a composição das canções, Hironobu Kageyama se juntou a Kenichi Sudo, Chiaki Yoshiike, Masami Urushibara e Yoshichika Kuriyama para criar a banda BROADWAY. O grupo, além das músicas desse single, compôs várias outras para o anime, todas lançadas no álbum Saint Seiya Hit Kyokushuu III BOYS BE ~Kimi ni Ageru Tame ni~.

## Faixas
| N.º            | Título          | Letras         | Música                     | Arranjo        | Duração |  |
| 1.             | "Soldier Dream" | Natsumi Tadano | Hiroaki Matsuzawa          | BROADWAY       | 3:36    |  |
| 2.             | "Blue Dream"    | Eiko Kyo       | H. Kageyama e Kenichi Sudo | BROADWAY       | 4:09    |  |
| Duração total: | Duração total:  | Duração total: | Duração total:             | Duração total: | 7:45    |  |

## Recepção
O relançamento de 2024 ficou na 48ª posição no Oricon Singles Chart, e na 46ª posição na Billboard Japan.
O site NetLab, da ITMedia, organizou um ranking das 21 melhores músicas de Kageyama por votação popular, e "Blue Dream" ficou na 12ª colocação, ao passo que "Soldier Dream" foi a segunda colocada.

## Legado
"Soldier Dream" e "Blue Dream" fizeram tanto sucesso que Kageyama costuma cantá-las em shows até hoje, principalmente em países onde o anime é muito popular. Ele também as incluiu em coletâneas e álbuns ao vivo, como Stardust Boys, Akogi na futaritabi daze!! Dai 1 Shou, Power Live '98 e Kage chan Pack ~Kimi to Boku no Daikoushin~.  "Blue Dream" ainda ganhou uma versão acústica para o álbum I'm in You.
A versão brasileira de ambas as músicas, quando o anime foi lançado no país, foi feita com a voz de Che Leal.
Um cover da música "Soldier Dream" foi feito pela banda Root Five para ser a abertura do anime Saint Seiya: Soul of Gold. A banda Danger3 ficou encarregada da versão brasileira.
Em 2016, o ex-vocalista da banda Galneryus, Yama-B, se juntou ao brasileiro Rodrigo Rossi para fazer um cover de "Soldier Dream" lançado no projeto V.A. Animes Brasil. Rossi também lançou sua própria versão da música em seu álbum ANNO: X.
Em 2018, o próprio Kageyama participou do álbum Eien no SEED, de Yumi Matsuzawa, onde colaboraram numa versão de "Soldier Dream".